# St Katharine Docks
Die St Katharine Docks in London Borough of Tower Hamlets waren einer der Handelshäfen Londons am Nordufer der Themse gleich östlich von Tower und  Tower Bridge. Sie waren Teil des Londoner Hafens, lagen im Gebiet der heutigen Docklands und sind heute ein beliebtes Wohn- und Vergnügungsviertel. Diese Umwandlung gilt als Muster- bzw. Negativbeispiel der Gentrifizierung.

## Geschichte

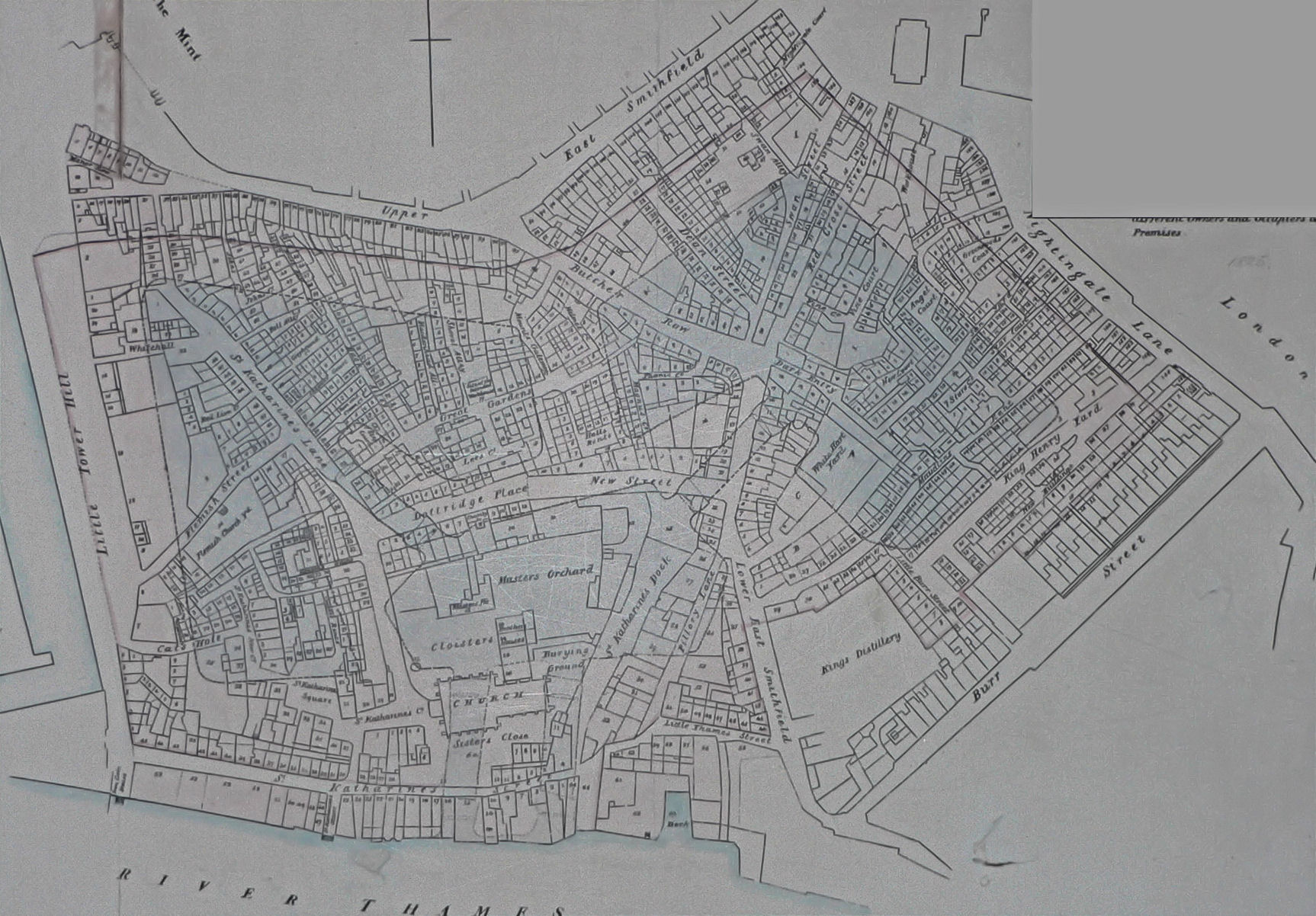
Plan der St Katherine Dock Company mit Straßen und Gebäuden vor dem Bau der neuen Hafenanlagen

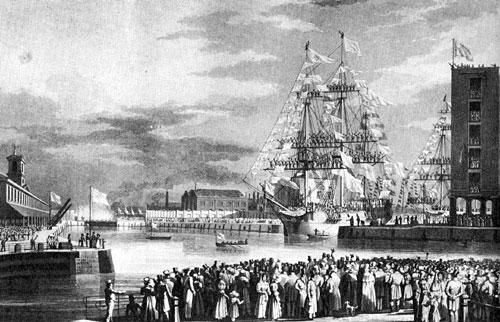
Eröffnung der St Katherine Docks am 25. Oktober 1828

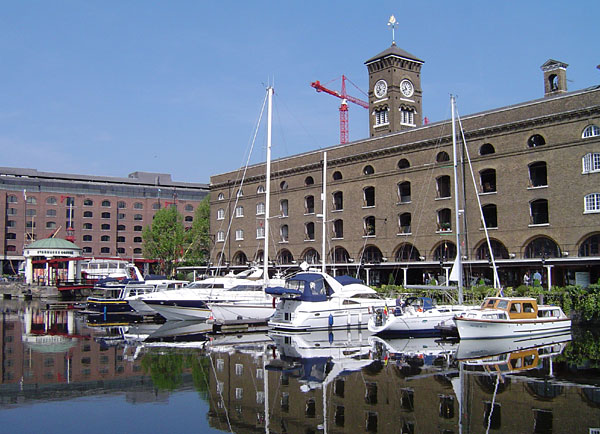
St Katharine Docks, Westbecken

Die St Katharine Docks wurden nach dem ehemaligen Krankenhaus St Katharine’s by the Tower benannt, das im 12. Jahrhundert entstand und an deren Stelle stand. Ein dicht bebautes Gebiet von 9,5 ha, das Precinct of St Katharine, wurde per Parlamentsbeschluss von 1825 für die Nutzungsänderung reserviert; die Arbeiten begannen im Mai 1827. Etwa 1.250 Häuser und das mittelalterliche Krankenhaus St Katharine’s wurden abgebrochen. 11.300 Bewohner, meistens Hafenarbeiter, die dort beengt lebten, verloren ihr Zuhause. Nur die Grundeigentümer erhielten eine Entschädigung. Die Arbeiten wurden von Bauingenieur Thomas Telford geplant; es war sein einziges großes Projekt in London. Um so viele Ankerplätze wie möglich zu schaffen, wurden die Hafenanlagen in Form zweier verbundener Bassins (Ost und West) geplant, die beide eine Zufahrtsschleuse von der Themse aus erhielten. Von James Watt und Matthew Boulton gebaute Dampfmaschinen sorgten für einen Wasserstand in den Bassins, der ca. 1 m über dem des Gezeitenflusses lag.
Telfords Ziel war es, die Hafenarbeiten so gering wie möglich zu halten, und so plante er die Lagerhäuser direkt an den Kais, damit die Güter von den Schiffen direkt in die Lagerhäuser geschafft werden konnten, die von Architekt Philip Hardwick entworfen wurden.
Die Hafenanlagen wurden am 25. Oktober 1828 offiziell eröffnet. Obwohl sie häufig genutzt wurden, waren ihnen kein großer wirtschaftlicher Erfolg beschieden, da in ihnen keine großen Schiffe ankern konnten. 1864 wurden sie mit den London Docks zusammengelegt. 1909 übernahm die Port of London Authority die Verwaltung fast aller Hafenanlagen an der Themse, auch die von St Katharine.
Während des Zweiten Weltkrieges wurden die St Katharine Docks durch deutsche Bomben schwer beschädigt und nie wieder vollständig aufgebaut. Wegen ihrer sehr beschränkten Aufnahmefähigkeit, insbesondere für große, moderne Schiffe, gehörten sie zu den ersten Hafenanlagen, die 1968 geschlossen wurden. Das Gelände wurde an das Greater London Council verkauft. Die meisten der ursprünglichen Lagerhäuser wurden abgebrochen und in den 1970er-Jahren durch moderne Geschäftshäuser ersetzt. Die Hafenanlagen selbst wurden Jachthafen. Dieser Umbau wurde oft als gelungenes Beispiel für Stadtsanierung angeführt.
Es gab Pläne zum Bau von U-Bahnhöfen nahe der St Katharine Docks auf der geplanten Fleet Line. Sie hätten Fenchurch Street und Wapping geheißen. Eine östliche Verlängerung wurde später als Teil der Jubilee Line gebaut, aber auf einer anderen Strecke südlich der Themse. Die den Hafenanlagen nächste U-Bahn-Station ist Tower Hill. Wapping wurde wegen Umbaus für den London Overground geschlossen.

## St Katharine Docks heute

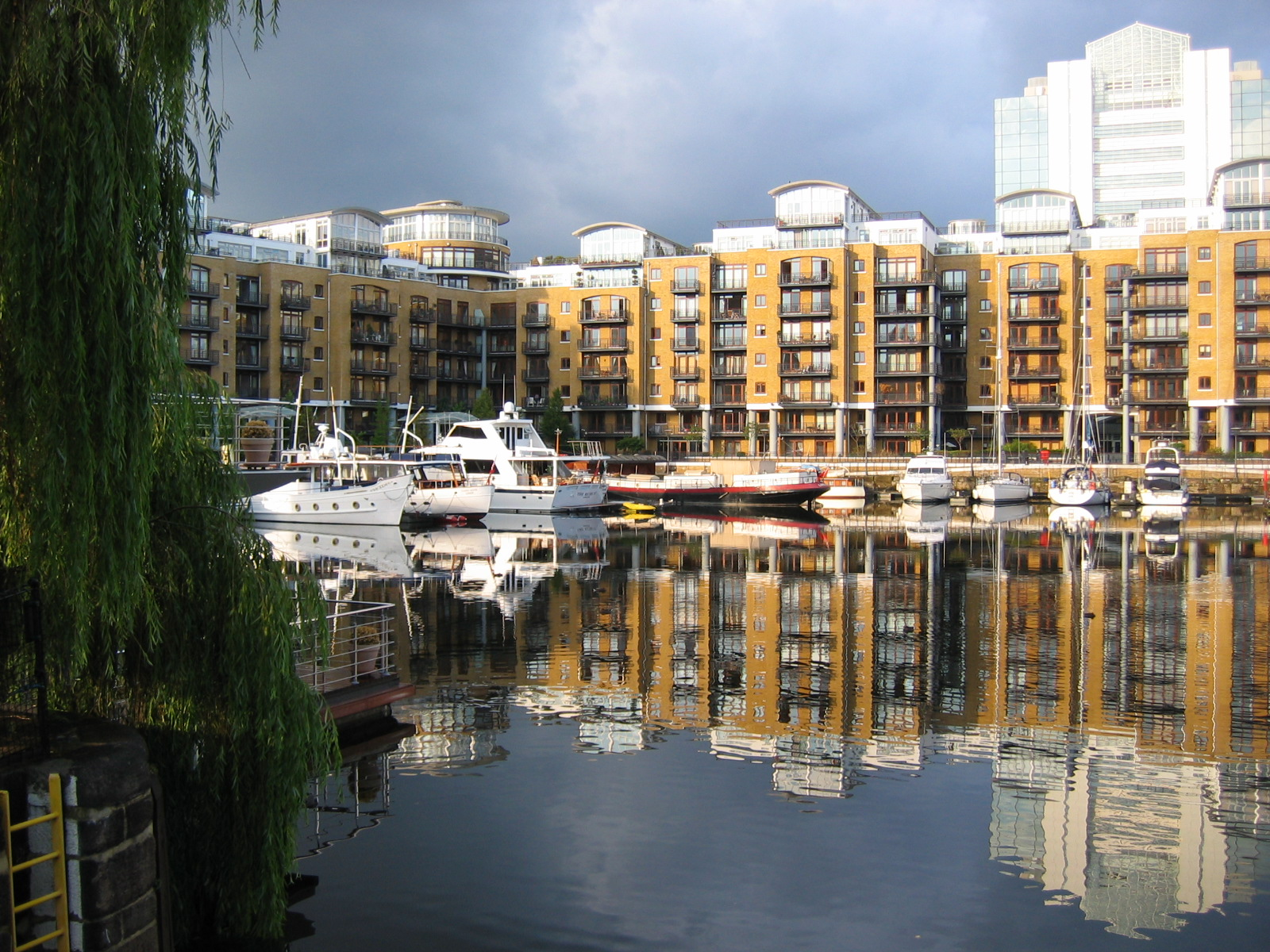
St Katharine Docks, Ostbecken

Auf dem Gelände stehen jetzt Geschäftshäuser, öffentliche und private Wohnbebauung, ein großes Hotel, Ladengeschäfte und Restaurants und ein Pub (das Dickens Inn, eine frühere Brauerei aus dem 18. Jahrhundert). Es wurden ein Yachthafen und ein Erholungsgebiet angelegt. Somit ist die Gegend ein beliebtes Vergnügungsviertel.
Das östliche Hafenbecken wird nun vom City Quay-Wohnkomplex beherrscht, in dem es über 200 Luxusappartements mit Blick auf den Yachthafen gibt. Der südliche Teil des östlichen Hafenbeckens ist vom South Quay Estate – ursprünglich eine Sozialsiedlung – umgeben.

## Bekannte Einwohner
- Ruth Kelly, Staatssekretärin für Gemeindewesen
- David Mellor, Fernsehmoderator und früherer Politiker

## St Katharine Pier

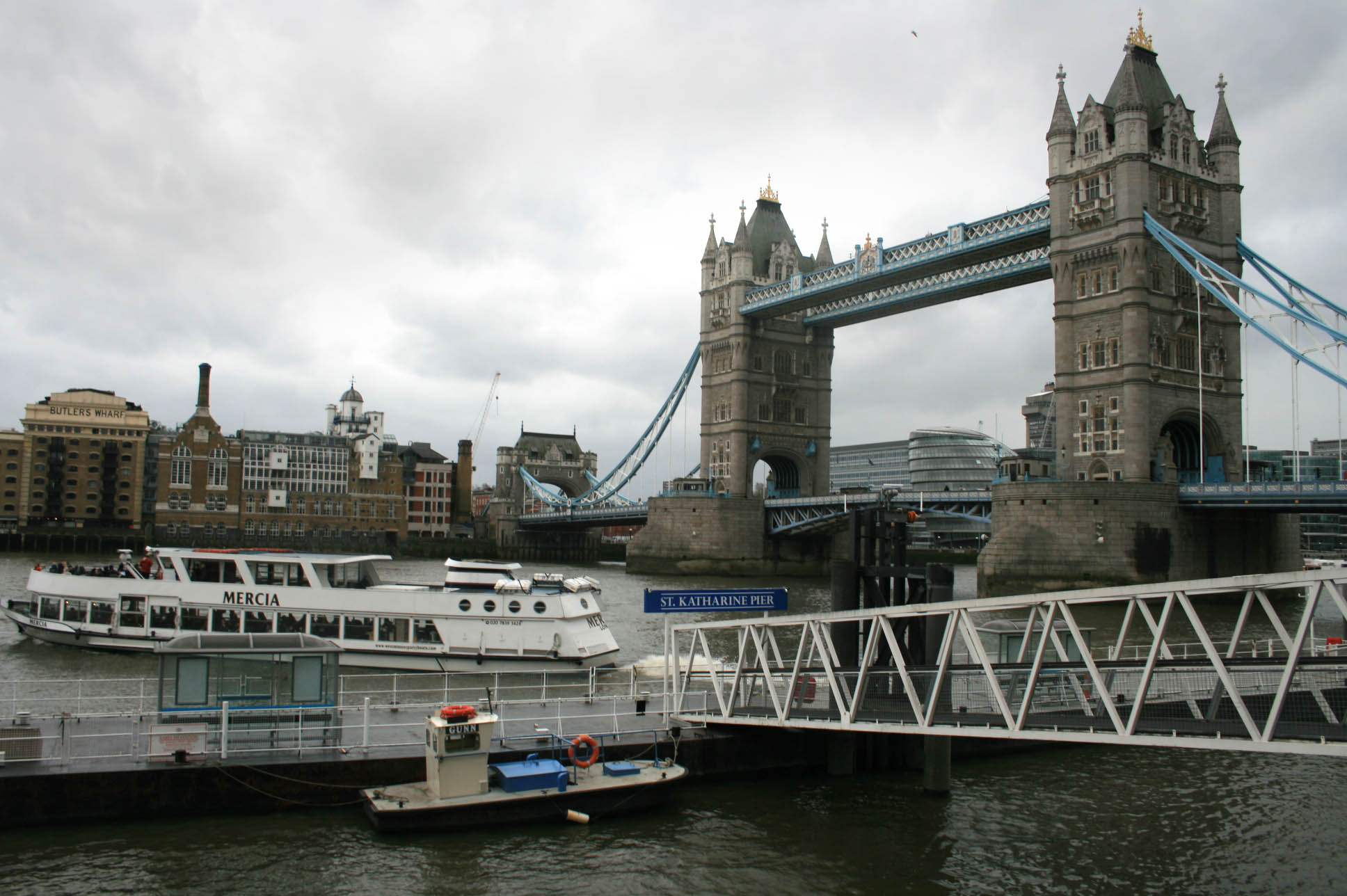
Ein Rundfahrtschiff legt vom St Katharine Pier ab.

Der St Katherine Pier liegt in der Nähe der St Katherine Docks und dient als Anlegestelle für die Schiffe der London River Services. Zu den wichtigsten Verbindungen zählt eine Flussrundfahrt der Crown River Cruises, die ohne Zwischenhalt zum Westminster Millennium Pier und zurück mit Zwischenhalt an der Kunsthalle der South Bank fährt, sowie eine Schnellverbindung Westminster-Greenwich der Thames River Services.
Der nahegelegene Tower Millennium Pier auf der anderen Seite der Tower Bridge ist jetzt für den Hauptschiffsverkehr zur Canary Wharf und nach Greenwich, ins Eastend und Westend sowie eine Schnellverbindung zum London Eye zuständig.